# ТЕЦ Актобе
50°20′12″ пн. ш. 57°8′24″ сх. д. / 50.33667° пн. ш. 57.14000° сх. д.
ТЕЦ Актобе — теплова електростанція на північному заході Казахстану в місті Актобе.
Будівництво ТЕЦ Актобе (Актюбінської ТЕЦ), яка мала забезпечувати потреби Актюбінського заводу феросплавів, почалось в 1941 році з розрахунку на обладнання, демонтоване з кількох електростанцій у європейській частині СРСР (зокрема, з ТЕЦ Харківського тракторного заводу та якоїсь із київських електростанцій). В січні 1943-го майданчик в Актобе почав роботу і станом на 1945 рік мав дві конденсаційні турбіни та чотири парові котли, зокрема, щонайменше два виробництва «Невського Ленінградського заводу ім. Леніна» типів НЗЛ-80 продуктивністю 80 тонн пари на годину (котлоагрегат № 2) та НЗЛ-85 продуктивністю 85 тонн пари на годину (котлоагрегат № 3), а також один від американської компанії Riley Stoker з показником 110 тонн пари на годину (котлоагрегат № 4).
У 1950-х стала до ладу друга черга, а саме:
- в 1952-му додали один котел Riley Stoker продуктивністю 110 тон пари на годину (котлоагрегат № 5) та одну парову турбіну виробництва Ленінградського металічного заводу типу Р-14-29/10 потужністю 14 МВт (турбіна № 3) із генератором від Електросила типу Т2-25-2;
- в 1955-му запустили один котел Таганрозького котельного заводу типу ТП-150 з показником 150 тон пари на годину (котлоагрегат № 6);
- в 1958-му ввели в дію ще один котел ТКЗ ТП-150 (котлоагрегат № 7) та одну парову турбіну потужністю 13 МВт (турбіна № 4).

Як наслідок, електрична потужність станції досягнула 50 МВт.
В 1964—1966 роках запустили третю чергу, що мала чотири котли виробництва Барнаульського котельного заводу типу БКЗ-160-100ГМ продуктивністю по 160 тонн пари на годину (котлоагрегати № 8 — 11) та дві парові турбіни потужністю по 25 МВт (турбіни № 5 та № 6), що довело загальний показник ТЕЦ до 100 МВт.
В 1980-х ТЕЦ доповнили п'ятьма водогрійними котлами від Білгородського котельного заводу потужністю по 100 Гкал/год — спершу в 1981-му став до ладу агрегат типу ПТВМ-100 (станційний номер 1В), а в 1986—1988 роках додали чотири котли типу КВГМ-100 (станційні номери 2В — 5В). Ще один котел типу КВГМ-100 запустили в 1995 році.
Наприкінці XX століття почалась активна робота із заміни застарілого турбінного обладнання, що включало:
- заміну в 1987-му турбоагрегату № 6 із встановленням турбіни Калузького турбінного заводу типу ПТ-25-90/10 потужністю 25 МВт та генератору харківського заводу Електроважмаш типу ТВС-30;
- заміну в 1991 та 1992 роках турбоагрегатів № 1 та № 2 із встановленням турбін з протитиском Калузького турбінного заводу типу Р6-30/10 потужністю по 6 МВт із генераторами Лисьвенського турбогенераторного заводу типу Т12-2УЗ;
- заміну в 1993-му турбоагрегату № 5 із встановленням турбіни Харківського турбогенераторного заводу типу Р-22-90/31 потужністю 22 МВт та генератору харківського заводу Електроважмаш типу ТВС-30;
- вивід з експлуатації у 1995-му турбоагрегату № 4. Можливо відзначити, що в другій половині 1990-х Калузький турбінний завод двічі виготовлював для ТЕЦ Актобе парову турбіну ПТ-29/35-2,9/1,0, проте через неплатоспроможність первісного замовника одна з них була змонтована на Магнітогорському металургійному комбінаті, а друга у китайському Сіньцзяні.

Таким чином, станом на кінець 1990-х на ТЕЦ працювали 5 турбін загальною потужністю 73 МВт (і з них лише одна належала до перших черг). Нарешті, в 2002-му станція все-таки отримала турбіну № 4 типу ПТ-30/40-3,0/1,0, що збільшило її потужність до 102 МВт.
В 2012-му демонтували турбоагрегат № 3, а у 2016-му замість нього ввели в дію нову турбіну ПТ-30/40-3,0/1,0 потужністю 30 МВт, що довело загальний показник станції до 118 МВт.
Нарешті, в 2022-му запустили газову турбіну Siemens SGT-800 потужністю 57 МВт. Відпрацьовані нею гази живлять котел-утилізатор від Подільського котельного заводу продуктивністю 70 тонн пари на годину.
Що стосується котельного господарства, то в 2005-му вивели з експлуатації водогрійний котел ПТВМ-100, не пізніше кінця 2010-х вже не рахувався за станцією котел № 2, а в 2023-му зупинили котел № 3 (при цьому анонсувались плани встановити замість нього новий схожої продуктивності).
Первісно ТЕЦ була розрахована на споживання бурого вугілля Берчогурського родовища. Наразі станція використовує блакитне паливо, що надходить до Актобе по трубопроводах Жанажол — Актобе та Красний Октябрь — Актобе.
Для видалення продуктів згоряння використовують 4 димарі — по одному висотою 80, 100, 120 та 150 метрів.
Видача електроенергії відбувається по ЛЕП, що працює під напругою 110 кВ.
Можливо також відзначити, що ще в 1960 році ТЕЦ вивели зі складу Актюбінського заводу феросплавів (де вона до того перебувала на правах цеху). В той же час, на початку 2000-х зазначений завод ввів власну сучасну електростанцію.